# Tapada Nova
A Tapada Nova é uma elevação portuguesa localizada na freguesia dos Cedros, concelho de Santa Cruz das Flores, ilha das Flores, arquipélago dos Açores.
Este acidente geológico tem o seu ponto mais elevado a 566 metros de altitude acima do nível do mar. Próximo desta formação encontra-se o Morro do Franciscão, a Ribeira do Cascalho, o Alto da Cova e a localidade dos Cedros, além do Miradouro da Tapada Nova.